# Царствие Божие
Ца́рствие Бо́жие (Ца́рствие Небе́сное, Ца́рство Небе́сное, Ца́рство Христо́во, Ца́рство спасе́ния; ивр. מלכות השמים‎, Malkuth haShamayim, др.-греч. ἡ βασιλεία τῶν οὐρανῶν) — богословское эсхатологическое понятие в христианстве, относящееся прежде всего к состоянию мира, которое Иисус Христос установит при Своём втором пришествии.
В семитском выражении Царство Небесное слово «небеса» заменяют имя Бога иудеев (Лк. 15:18). Известно по Евангелию от Матфея, в котором встречается тридцать два раза.
В других книгах Нового Завета, включая также и Евангелие от Матфея, передаётся выражением Царствие Божие, Царство Христово или просто словом Царство.

## Условия вступление в Царство Божие
Близость людей к Царству Божиему определяется не их возрастом или полом, не имущественным или общественным положением, а исключительно внутренним духовным состоянием. Царство Божие требует от человека всецелой преданности Богу, беззаветной любви к Нему и к людям.
По учению Иисуса Христа, оно принадлежит только тем, кто нищ духом, то есть сознающим свою нравственную беспомощность (Мф. 5:2), изгнан за правду (Мф. 5:10), готов терпеть гонение за неё. Для вступления в Царство Божие необходимо покаяние (Мф. 4:17), вера и крещение: «Если кто не родится свыше, не может увидеть Царствия Божия» (Ин. 3:3).
Согласно Евангелию, Царство Божие приблизилось к людям с явлением в мир Иисуса Христа, но, чтобы войти в него, необходимы труды и усилия со стороны человека: «От дней Иоанна Крестителя Царство небесное силою берется, и употребляющие усилие восхищают его» (Мф. 11:12).
В Нагорной проповеди Иисус Христос говорит: «если праведность ваша не превзойдет праведности книжников и фарисеев, то вы не войдете в Царство Небесное» (Мф. 5:20). Также в Евангелии от Матфея Иисус говорит: «истинно говорю вам, если не обратитесь и не будете как дети, не войдете в Царство Небесное» (Мф. 18:3).
Согласно Евангелию, чтобы войти в Царство Божие, человек не должен сожалеть о мирских вещах и привязываться к богатству: «Удобнее верблюду пройти сквозь игольные уши, нежели богатому войти в Царствие Божие» (Мк. 10:25).
Апостол Павел говорил: «или не знаете, что неправедные Царства Божия не наследуют? Не обманывайтесь: ни блудники, ни идолослужители, ни прелюбодеи, ни малакии, ни мужеложники, ни воры, ни лихоимцы, ни пьяницы, ни злоречивые, ни хищники — Царства Божия не наследуют» (1Кор. 6:9).

## Трактовки Царства Божия
В настоящее время в христианстве Царство Божие понимается в разных смыслах:
1. область обитания ангелов и скончавшихся святых людей;
2. Церковь Христова;
3. действие благодати Святого Духа в уверовавшем в Иисуса Христа человеке; Царство Небесное, «которое внутри вас есть» (Лк. 17:20, 21) — это Царство благодати, которое принёс людям Иисус Христос. Это Царство, в котором здесь, на земле, Дух Святой исполняет и освящает всего человека. Именно это Царство проповедовал Иоанн Креститель (Мф. 3:2), Иисус Христос (Мф. 4:17) и Его апостолы (Деян. 28:31). Этого Царства Иисус Христос желает искать людям более всего, так как всё остальное приложится (Мф. 6:33, Лк. 12:31).
4. весь мир, как находящийся под властью Бога (иногда);
5. в ряде христианских направлений Царство Небесное — это земная область, предуготованная праведникам для пребывания в ней в эпоху 1000-летнего Царства[8];

Иисус Христос говорил, что Царство Божие явится не в законченном и совершенном виде. Ему предстоит продолжительный процесс развития, который закончится лишь тогда, когда «Евангелие Царствия Божия будет проповедано по всей вселенной» (Мф. 24:14).
Апостол Павел говорил: «Царствие Божие не пища и питие, но праведность и мир и радость во Святом Духе» (Рим. 14:17).

## Притчи о Царстве Божиим
В Евангелиях Иисус Христос приводит притчи о Царстве Божием:
- о сеятеле (Мф. 13:4—23);
- о плевелах (Мф. 13:24—43);
- о горчичном зерне (Мф. 13:31, 32);
- о о невидимо растущем семени (Мк. 4:26—29);
- о работниках в винограднике (Мф. 20:1—16);
- о сокровище на поле (Мф. 13:44);
- о званных на брачный пир (Мф. 22:2—14);
- о закваске (Мф. 13:33);
- о неводе (Мф. 13:47—50);
- о десяти девах (Мф. 25:1—13);
- о жемчужине (Мф. 13:45, 46);
- о немилосердном должнике (Мф. 18:23—35).

## Царство Небесное и иудейская традиция
В иудейской традиции Царству Небесному соответствует гмар тиккун («конечное исправление») — конечное состояние всего мироздания, когда самая низкая точка творения достигает того же состояния, что и самая высокая. Полное исправление всех свойств материи и человека и полное слияние с Творцом.

…Будет мир в мире! Никаких войн не будет! Будет у всех всё, что нужно. Больше не будет зависти, ненависти. Все плохие качества исчезнут.— Берл Лазар, главный раввин России

## Царство Небесное как рай на земле
Царство Небесное, понимаемое как рай на земле, который будет построен в будущем, исповедуется:
- иудаизмом (начиная не позже VIII века до н. э.; см. Мессия в иудаизме и мессианская эра);

и следующими религиозными течениями христианского толка:
- манихейство (с III века на территории современного Ирака);
- павликиане (начиная с VII века в Армении);
- богомилы (с X века на Балканах);
- хилиазм (начиная с Иоахима Флорского (XII век) и спиритуалов XIII—XIV веков);
- анабаптизм (XVI век).

Проповедниками идеи также были русские религиозные философы Серебряного века в начале XX века: Д. Мережковский, 3. Гиппиус и др.